# Парк Алессандріні (Мілан)
Парк Еміліо Алессандріні в Мілані присвячений пам'яті судді Еміліо Алессандріні, вбитого 1979 р. терористичною організацією Перша Лінія (Prima Linea) поблизу вул. Тертулліано (південно-східна частина Мілану). Всередині парку знаходиться мармурова меморіальна скульптура (авт. — П'єтро Кашелла).
Флора парку: клен, айлант, баґоларо, береза, ясен, горіх, в'яз, вільха, дуб, робінія, липа, кавказький горіх.
У парку є два окремих майданчики (для дітей до 8 р. і для 8—15 р.), три поля для гри в бочче; території для собак і невеличкі садові ділянки з водою та основним обладнанням.